# Siponsaari (ö i Norra Karelen, Pielisen Karjala, lat 63,35, long 30,19)
Siponsaari är en ö i Finland. Den ligger i sjön Pankajärvi och i kommunen Lieksa i den ekonomiska regionen  Pielinen-Karelen  och landskapet Norra Karelen, i den östra delen av landet, 400 km nordost om huvudstaden Helsingfors. Öns area är 0,8 hektar och dess största längd är 130 meter i nord-sydlig riktning.